# كلوريد الفاناديوم الثنائي
كلوريد الفاناديوم الثنائي هو مركب كيميائي لاعضوي صيغته VCl2، ويوجد على هيئة صلب أخضر اللون.

## التحضير
يحضر المركب من الاختزال الحراري لمركب كلوريد الفاناديوم الثلاثي باستخدام الهيدروجين:
{\displaystyle \mathrm {2\ VCl_{3}\ +\ H_{2}\ {\xrightarrow {\Delta T}}\ 2\ VCl_{2}\ +\ 2\ HCl} }
كما يحضر عن طريق تفاعل عدم تناسب لكلوريد الفاناديوم الثلاثي في وسط من النتروجين:
{\displaystyle \mathrm {2\ VCl_{3}\ {\xrightarrow {\ }}VCl_{2}\ +\ 2\ VCl_{4}} }

## الخواص
يوجد المركب في الشروط القياسية على هيئة صلب بلوري أخضر اللون، وهو قابل للانحلال في الماء.